# イーストランド (客船)

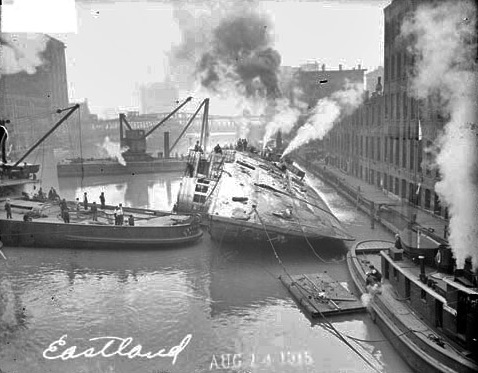
転覆したイーストランド号の様子

イーストランド (SS Eastland) はシカゴを母港としていた遊覧客船。1915年7月24日、シカゴ川の埠頭に係留中に転覆した。乗客乗員計844人が死亡し、五大湖で発生した単独の海難事故としては最悪の規模となった。
事故後、「イーストランド」は引き揚げられアメリカ海軍に売却された。修復・改造の後、砲艦「ウィルメット」 (USS Wilmette) として就役した。主に五大湖で練習船として運用され、第二次世界大戦後にスクラップとして廃棄された。

## 建造

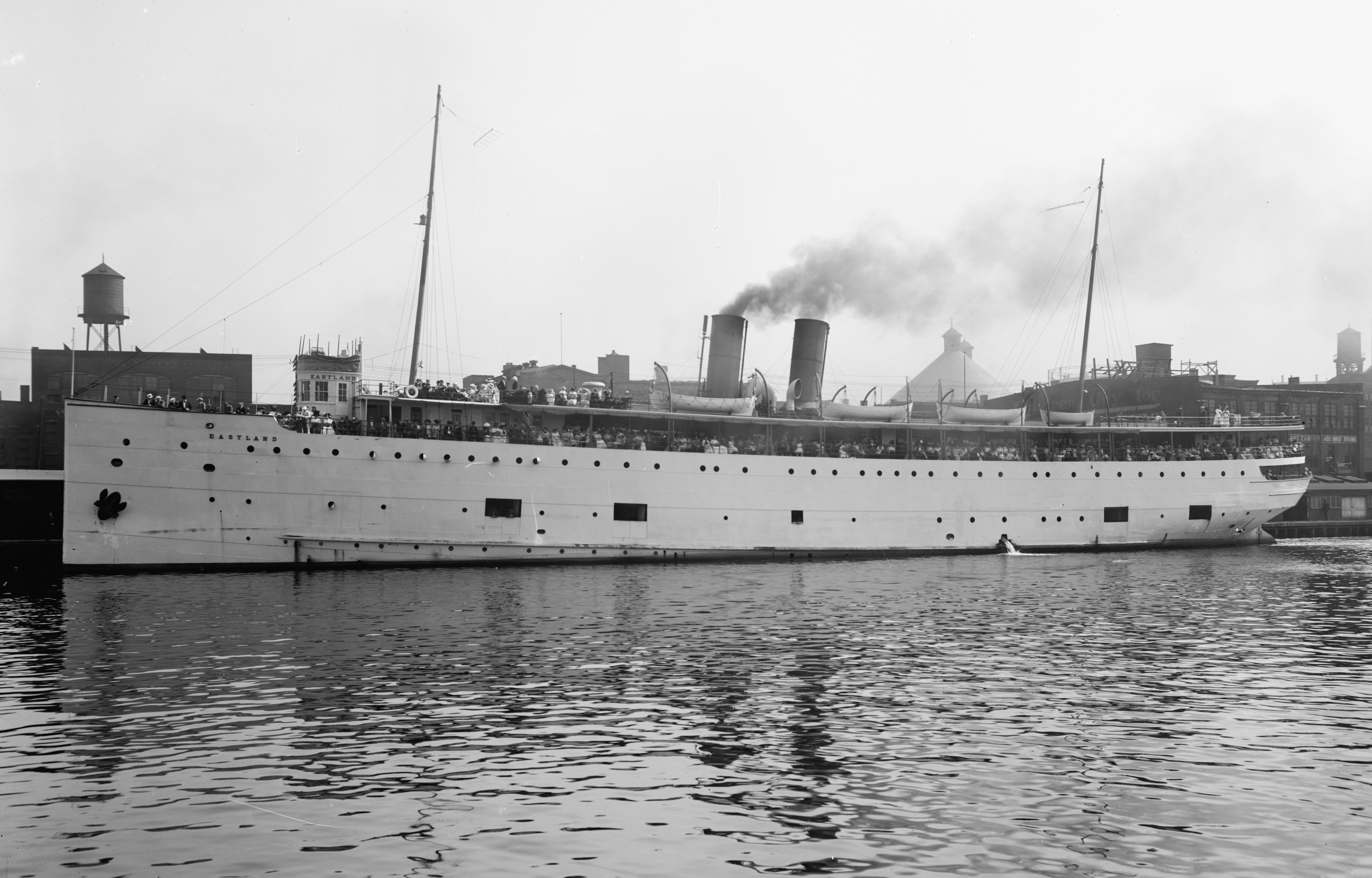
イーストランド号（1911年）

1902年にミシガン・スチームシップ・カンパニーからの依頼を受けて、ミシガン州ポートヒューロンのジェンクス・シップ・ビルディング・カンパニーで建造された。1903年4月にはミシガン州サウスヘブンのデイビット・リード夫人によって命名された。夫人は賞金10ドルと船のワンシーズンパスを獲得した。処女航海直前の5月に命名された。

## 事故
3年前のタイタニック号沈没の悲劇を受け、メインデッキには多くの救難ボートが設置されていた。しかし、それにより船の上層部が重くなり、安定性が失われてしまっていた。さらに、事故当時は最大収容人数を超えた人数が乗船していたため、港を出向する前にバランスを崩し、横倒しになり転覆した。

## 文献
- Michael McCarthy, Ashes Under Water: The SS Eastland and the Shipwreck that Shook America, Lyons Press 2014. ISBN 978-0762793280
- Jay Bonansinga, The Sinking of the Eastland: America's Forgotten Tragedy, Citadel Press 2004. ISBN 0-8065-2628-9
- George Hilton, Eastland: Legacy of the Titanic, Stanford University Press 1997. ISBN 0-8047-2801-1
- Ted Wachholz, The Eastland Disaster, Arcadia Publishing 2005. ISBN 0-7385-3441-2